# 异色风毛菊
异色风毛菊（学名：Saussurea brunneopilosa）为菊科风毛菊属的植物，是中国的特有植物。分布于中国大陆的甘肃、青海等地，生长于海拔2,900米至4,500米的地区，多生长于山坡阴处以及山坡路旁，目前尚未由人工引种栽培。

## 异名
- Saussurea brunneopilosa Hand.-Mazz. var. eopygmaea (Hand.-Mazz.) Lipsch.